# Ma Hailong
Ma Hailong (China, 4 de septiembre de 2003) es un jugador de snooker chino.

## Biografía
Nació en China en 2003. Es jugador profesional de snooker desde 2023. No se ha proclamado campeón de ningún torneo de ranking, y su mayor logro hasta la fecha fue alcanzar los octavos de final del Abierto Británico de 2023, en los que cayó derrotado (1-4) ante Fan Zhengyi. Tampoco ha logrado hilar ninguna tacada máxima.